# Piercarlo Beroldi
Piercarlo Beroldi (Pieve del Cairo, 8 giugno 1928 – Vigevano, 21 ottobre 2015) è stato un tiratore a segno italiano.

## Biografia
Nato nel 1928 a Pieve del Cairo, in provincia di Pavia, a 32 anni ha partecipato ai Giochi olimpici di Roma 1960, nella pistola 50 m, chiudendo 23º con 532 punti.